# Yannick Larguet
Pas d'image ? Cliquez ici

a Compétitions nationales et continentales officielles uniquement.

b Matchs officiels uniquement.
Yannick Larguet, né le 12 octobre 1980 à Voiron (Isère), est un joueur français de rugby à XV et à sept qui joue au poste d'ailier ou de centre.

## Biographie
Formé à l'US Bressane, Il rejoint le FC Grenoble en 1996. Pour sa première saison, il dispute avec Grenoble la finale du championnat de France Cadet, perdue contre Peyrehorade au parc des Princes,,.
Intégré dès 18 ans en équipe première, il dispute une demi-finale de championnat de France en 1998-1999 et s'incline à quatre minutes de la fin du match contre l'AS Montferrand.
Il poursuit sa carrière à Brive, Bourgoin-Jallieu, Colomiers et Agen.
Il devient champion de France de fédérale 1 en 2008 avec l'US Colomiers.

## Palmarès
- FC Grenoble
  - Finaliste du Championnat de France Cadet en 1997

- US Colomiers
  - Vainqueur du Championnat de France de Fédérale 1 en 2008